# Gran Turismo Concept
Gran Turismo Concept (グランツーリスモ コンセプト; Hepburn: Guran Tsūrisumo Konseputo) versenyjáték, a Gran Turismo sorozat tagja, melyet a Polyphony Digital fejlesztett és a Sony Computer Entertainment jelentetett meg PlayStation 2 játékkonzolra. A játék a Gran Turismo 3: A-Spec megkurtított változata, amiben azonban a később a Gran Turismo 4-ben visszaköszönő koncepcióautók kapják a főszerepet. A Concept 2002-ben jelent meg Japánban, Délkelet-Ázsiában, Dél-Koreában, valamint Európában. Ugyan a játék ismeretlen okok miatt nem jelent meg Észak-Amerikában, azonban a Gran Turismo: Nissan 350Z Edition képében lecsupaszított formában mégis forgalmazták.
A rövidebb Concept mellékjátékot a teljes értékű Gran Turismo 3: A-Spec követte 2001-ben, amit pedig később a Gran Turismo 4 váltott.

## Változatok

### 2001 Tokyo
A 2001 Tokyo-verzió a 2001-es Tokiói Autókiállításon bemutatott koncepcióautókat, így többek között a Nissan GT-R Conceptet szerepelteti. A játék kizárólag Japánban és Délkelet-Ázsiában jelent meg, 2002. január 1-jén. A Gran Turismo Concept 2001 Tokyóból 2016 márciusáig 430 000 példányt szállítottak le Japánban, illetve 10 000 darabot Délkelet-Ázsiában.

### 2002 Tokyo-Seoul
A második verzió, a 2002 Tokyo-Seoul 2002. május 16-án, a PlayStation 2 hivatalos megjelenésének megünnepléseként jelent meg, kizárólag Dél-Korában. A játék tartalmazza a 2001 Tokyo-változat járműveit, melyeket a Szöuli Autókiállításon bemutatott modellekkel egészítettek ki. A 2002 Tokyo-Seoul volt a Gran Turismo sorozat első olyan tagja, melyben dél-koreai autógyártók, így a Hyundai modelljei is szerepelnek. A Gran Turismo Concept 2002 Tokyo-Seoulból 2016 márciusáig 90 000 példányt szállítottak le Dél-Koreában.

### 2002 Tokyo-Geneva
Az utolsó verzió, a 2002 Tokyo-Geneva 2002. július 17-én jelent meg Európában. A játék tartalmazza a 2002 Tokyo-Seoul-változat járműveit, melyeket a Genfi Autószalonon bemutatott modellekkel, így például a Volkswagen W12-vel egészítettek ki. A játék délkelet-ázsiai kiadása 2002. július 25-én jelent meg, és 30 új járművet ad hozzá a területen korábban megjelent 2001 Tokyo-verzióhoz. A Gran Turismo Concept 2002 Tokyo-Genevából 2016 márciusáig 1 millió példányt szállítottak le Európában, illetve 30 000 darabot Délkelet-Ázsiában. A 2002 Tokyo-Geneva a Gran Turismo Concept legjobb változata, hiszen ez tartalmazza a legtöbb járművet.

## Fogadtatás
A 2001 Tokyo-verziót a japán Famicú szaklap cikkírói 33/40-es pontszámmal jutalmazták.
2016 márciusáig a Gran Turismo Conceptből összesítve 430 000 példányt szállítottak le Japánban, 1 milliót Európában és 130 000-et Ázsiában, összesen 1,56 millió darabot.